# ميريا بويا بوسكيت
ميريا بويا بوسكيت (مواليد 1979) عالمة كاتالونية وناشطة سياسية. وهي عضوة مجلس بلدية آران في ليس. منذ فبراير 2018 كانت جزءًا من الأمانة الوطنية لترشيح الوحدة الشعبية. كانت عضوا في البرلمان الكتالوني من 2016 إلى 2017.